# NGC 7383
NGC 7383 is een lensvormig sterrenstelsel in het sterrenbeeld Pegasus. Het hemelobject werd op 27 november 1850 ontdekt door de Ierse astronoom William Parsons.

## Synoniemen
- MCG 2-58-14
- ZWG 430.12
- NPM1G +11.0551
- PGC 69809